# روب روث
روب روث (بالإنجليزية: Rob Roth)‏ هو فنان أمريكي، ولد في 18 ديسمبر 1968 في نيويورك في الولايات المتحدة.

## وصلات خارجية
- روب روث على موقع IMDb (الإنجليزية)
- روب روث على موقع قاعدة بيانات الفيلم (الإنجليزية)